# Wolfgang Kindl
Wolfgang Kindl (Innsbruck, 18 de abril de 1988) es un deportista austríaco que compite en luge en las modalidades individual y doble.
Participó en cuatro Juegos Olímpicos de Invierno, entre los años 2010 y 2022, obteniendo dos medallas de plata en Pekín 2022, individual y por equipo (junto con Madeleine Egle, Thomas Steu y Lorenz Koller), y el séptimo lugar en Sochi 2014, en la prueba por equipo.
Ganó nueve medallas en el Campeonato Mundial de Luge entre los años 2015 y 2025, y siete medallas en el Campeonato Europeo de Luge entre los años 2010 y 2024.

## Palmarés internacional
| Juegos Olímpicos   | Juegos Olímpicos     | Juegos Olímpicos  | Juegos Olímpicos       |
| Año                | Lugar                | Medalla           | Prueba                 |
| ------------------ | -------------------- | ----------------- | ---------------------- |
| 2022               | Pekín (China)        | Medalla de plata  | Individual             |
| 2022               | Pekín (China)        | Medalla de plata  | Equipo                 |
| Campeonato Mundial |                      |                   |                        |
| Año                | Lugar                | Medalla           | Prueba                 |
| 2015               | Sigulda (Letonia)    | Medalla de bronce | Individual             |
| 2016               | Königssee (Alemania) | Medalla de bronce | Individual             |
| 2017               | Igls (Austria)       | Medalla de oro    | Individual             |
| 2017               | Igls (Austria)       | Medalla de oro    | Individual (velocidad) |
| 2020               | Sochi (Rusia)        | Medalla de bronce | Individual             |
| 2024               | Altenberg (Alemania) | Medalla de plata  | Doble                  |
| 2024               | Altenberg (Alemania) | Medalla de plata  | Doble (velocidad)      |
| 2025               | Whistler (Canadá)    | Medalla de oro    | Doble mixto            |
| 2025               | Whistler (Canadá)    | Medalla de plata  | Equipo                 |
| Campeonato Europeo |                      |                   |                        |
| Año                | Lugar                | Medalla           | Prueba                 |
| 2010               | Sigulda (Letonia)    | Medalla de plata  | Equipo                 |
| 2010               | Sigulda (Letonia)    | Medalla de plata  | Individual             |
| 2017               | Königssee (Alemania) | Medalla de plata  | Equipo                 |
| 2017               | Königssee (Alemania) | Medalla de bronce | Individual             |
| 2022               | St. Moritz (Suiza)   | Medalla de oro    | Individual             |
| 2024               | Igls (Austria)       | Medalla de oro    | Doble                  |
| 2024               | Igls (Austria)       | Medalla de oro    | Equipo                 |